# Huize Heijendaal

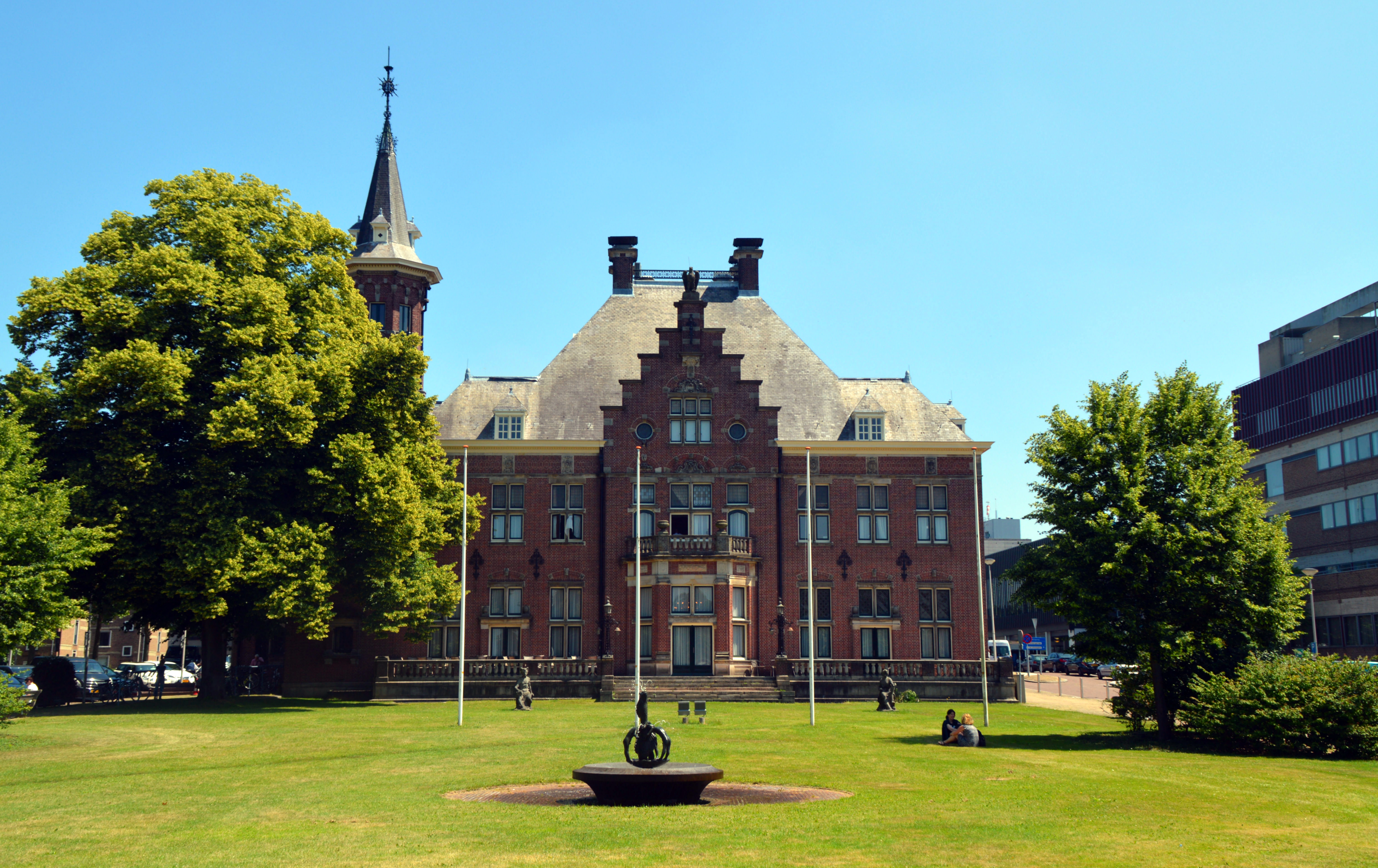
Huize Heijendaal Nijmegen (2018)
(Charles Estourgie 1914)

Huize Heijendaal (ook wel "het Kasteeltje" of Kasteel Heijendaal genoemd) is een landhuis in Nijmegen op het terrein van de Radboud Universiteit en het bijbehorende academisch medisch centrum.
Het neorenaissancistische gebouw werd tussen 1912 en 1914 opgetrokken naar een ontwerp van architect Charles Estourgie. Opdrachtgever voor de bouw was de ondernemer Frans Jurgens, bekend van de Jurgens margarinefabrieken te Oss. Het interieur werd verzorgd door Anton Trautwein, Egidius Everaerts was verantwoordelijk voor het ornamentele beeldhouwwerk.
In 1949 werd het bijbehorende landgoed Heijendaal aangekocht door de St. Radboudstichting, die er de universiteit zou vestigen. Het landhuis is nu in gebruik als kantoor van de universiteit en wordt tevens voor representatieve doeleinden en onderwijsdoeleinden gebruikt.
Huize Heijendaal is een rijksmonument en draagt nummer 31200.

## Afbeeldingen

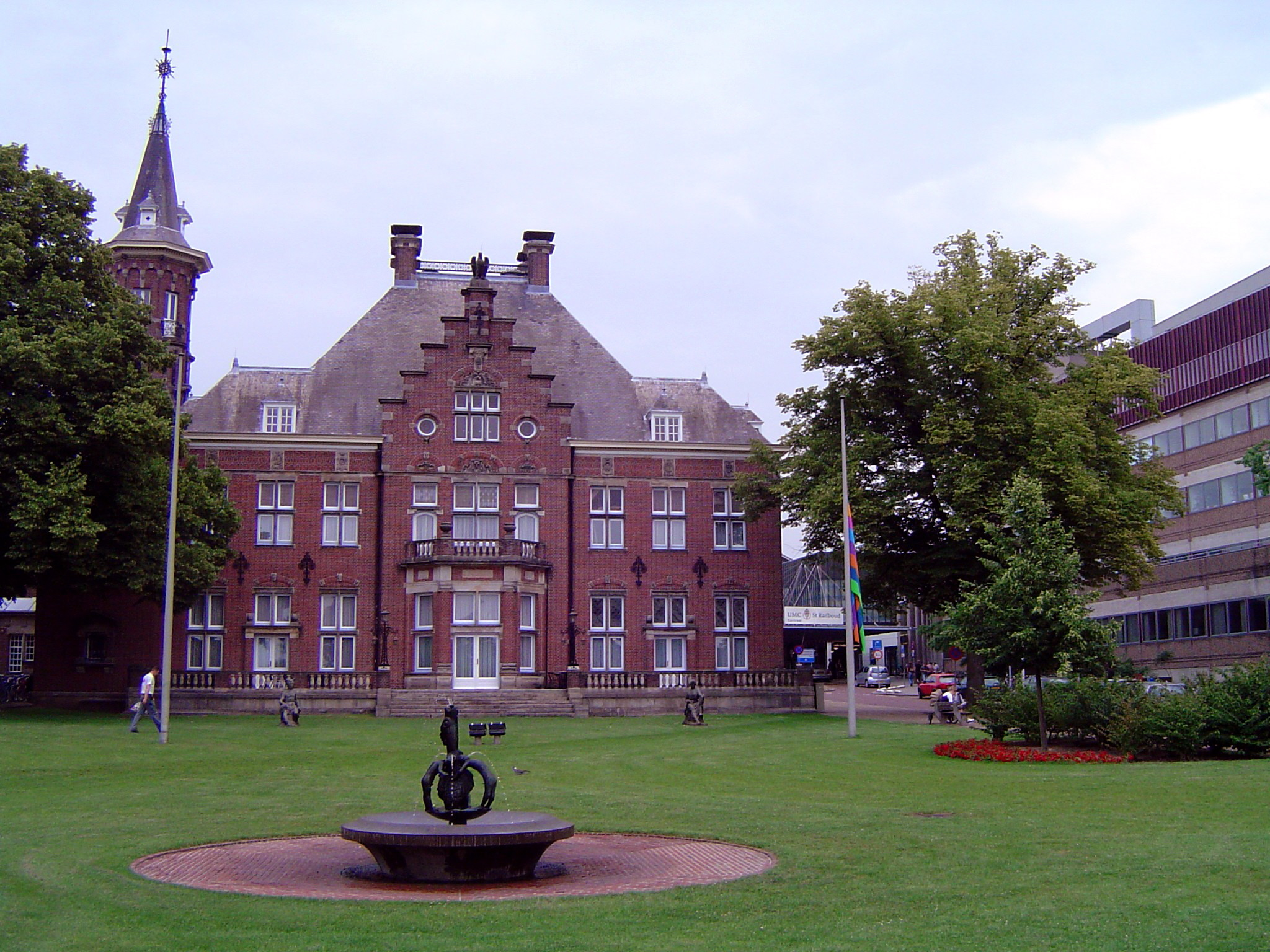
Huize Heijendaal (2007)
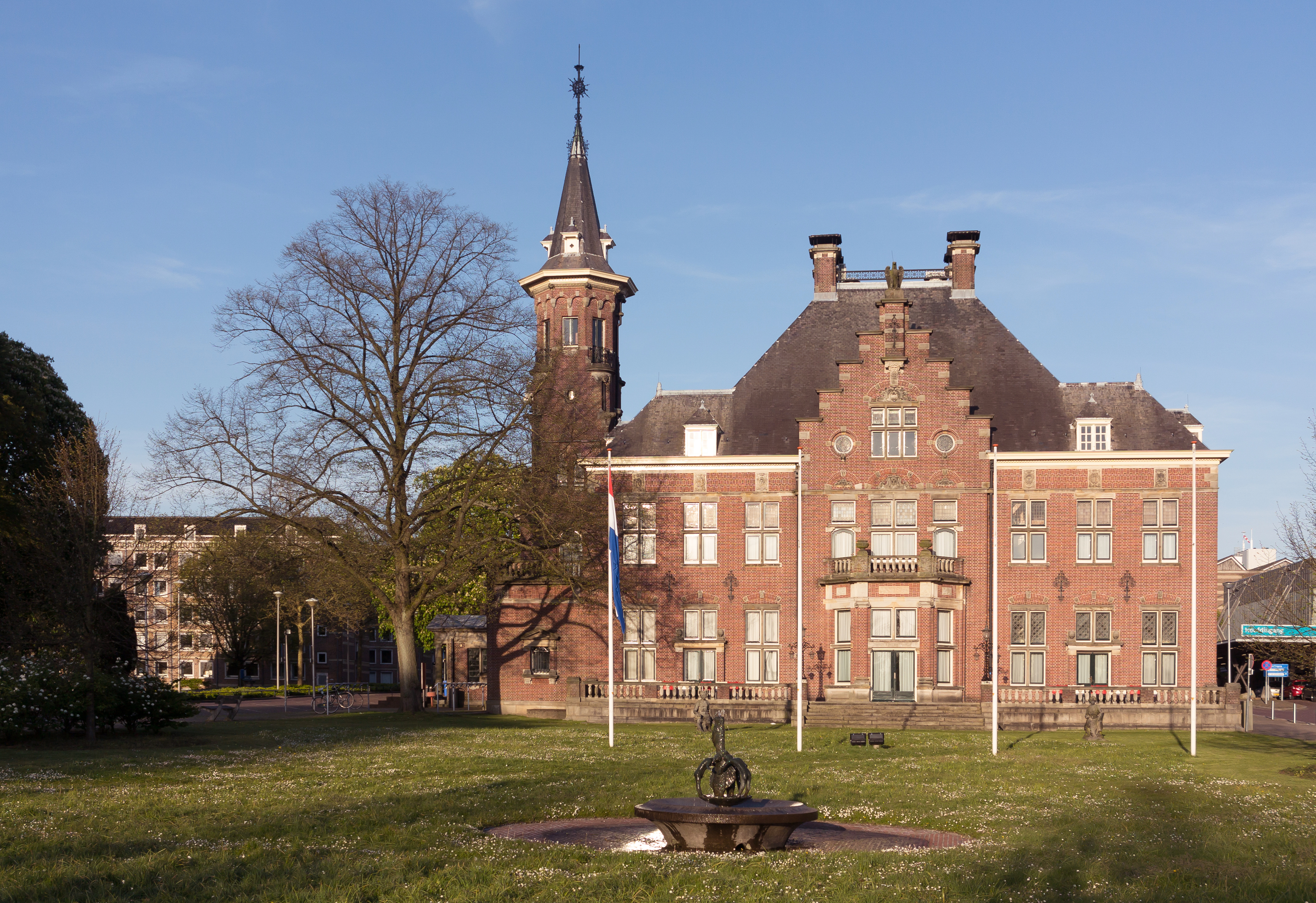
Villa Heijendaal (2016)